# Charlie Ventura
Pour les articles homonymes, voir Ventura.
Charlie Ventura, de son vrai nom Charles Venturo est un saxophoniste ténor américain de jazz, arrangeur et chef d'orchestre. Davantage associé à Gene Krupa, qui l'a rendu populaire dans les années 1940, son style est principalement swing, parfois bebop. Il culmine avec son groupe entre 1948 et 1950 avec la particularité d'associer chant et instruments à l'unisson.

## Biographie

### Jeunesse
Ventura naît et grandit à Philadelphie. En 1937, il commence par jouer du saxophone alto avant d'opter pour le ténor un an plus tard. Il travaille en tant qu'employé de bureau dans un chantier naval. La nuit il joue dans des groupes de sa région en particulier un groupe composé des musiciens Buddy DeFranco, Lou Stein, Bill Harris et Teddy Waters. Il participe à des jam-sessions au Downbeat Club où interviennent des musiciens importants comme les trompettistes Dizzy Gillespie et Roy Eldridge.

### Carrière musicale

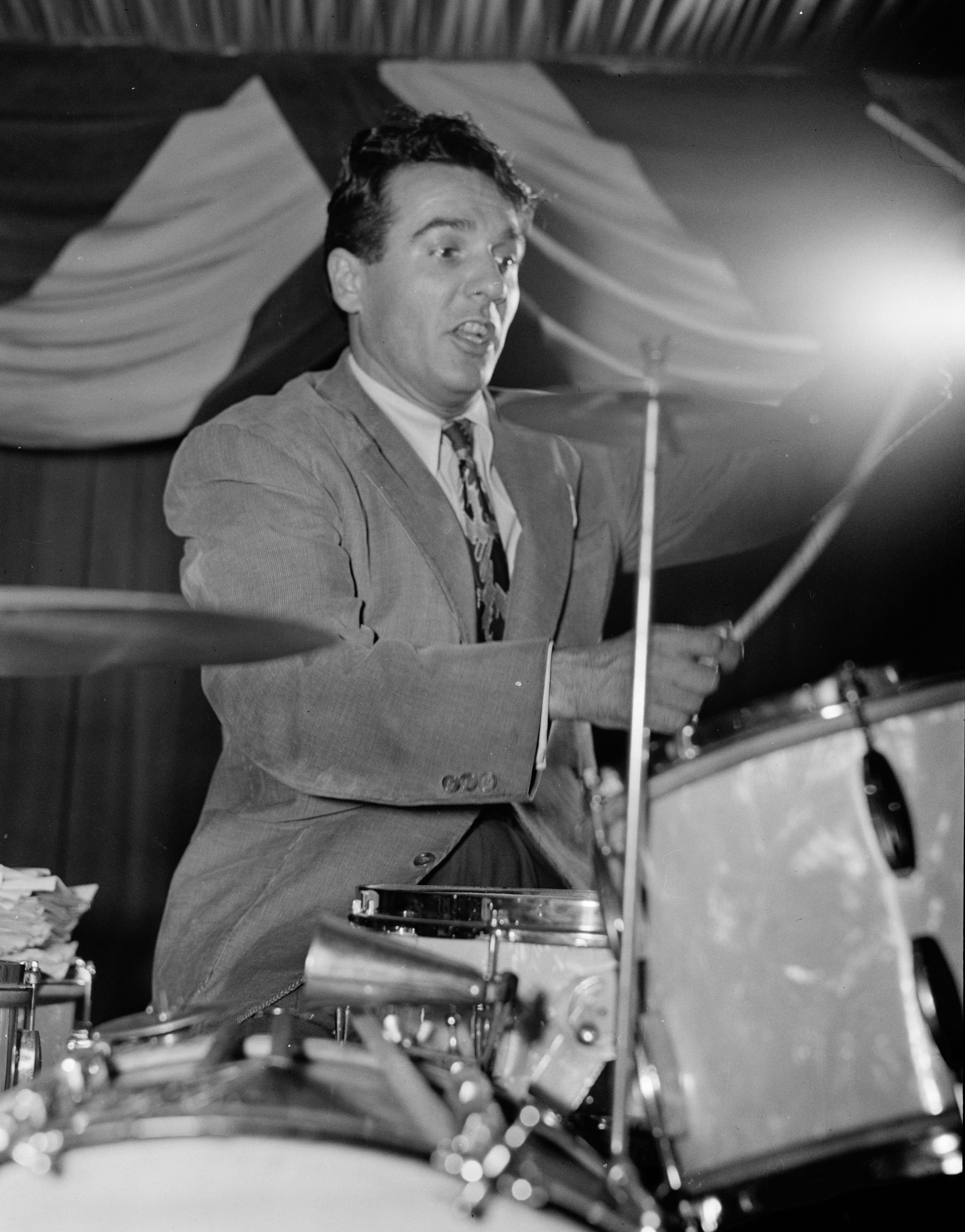
Gene Krupa en 1946.

Sur les recommandations de Roy Eldridge, le batteur Gene Krupa engage Ventura dans son orchestre en 1942. Krupa démantèle son groupe l'année suivante ; Ventura accompagne alors quelque temps le chanteur Teddy Powell jusqu'à 1944 puis lorsque Krupa reforme un groupe cette année-là, il le rejoint et l'accompagne jusqu'en 1946. Ventura se fait remarquer au sein de ce trio en tant que soliste principal,.
Ventura quitte Krupa et crée son propre orchestre, constitué de 17 musiciens avec lequel il se produit de 1946 à 1947 mais sans véritablement rencontrer une grande popularité. Il forme par la suite d'autres plus petites formations, économiquement plus rentables, un septet notamment avec le tromboniste Kai Winding puis un octet nommé Bop for the People avec lequel il obtient davantage de succès. Le band joue quelques morceaux bebop mais est un groupe principalement swing. En 1948 le groupe est récompensé en tant que meilleur combo par les lecteurs du magazine Down Beat puis Ventura en tant que meilleur saxophoniste ténor l'année suivante,. Le groupe effectue des enregistrements pour le label Savoy en octobre 1948. Ventura choisit de démanteler l'octet et de reformer son grand orchestre entre 1949 et 1951. Il décide ensuite de former des groupes plus petits et en 1951 il dirige le quartet Big Four aux côtés du batteur Buddy Rich, du pianiste Marty Napoleon et du contrebassiste Chubby Jackson. Cette année-là, Ventura rejoint une nouvelle fois le trio de Gene Krupa avec lequel il se produit mais sans grande régularité. A cette période il est aussi responsable d'un club de nuit situé à Philadelphie, l'Open House dans lequel il joue jusqu'en 1954. Il dirige différents groupes jusqu'au début des années 1960 puis quitte la scène jazz en raison de problèmes de santé.
En 1970, Ventura s'installe et travaille à Las Vegas, puis redevient actif sur la scène jazz à la fin de la décennie et au début des années 1980 en dirigeant quelques groupes. Il meurt d'un cancer des poumons au début de l'année 1992, à 75 ans.

## Style
Lorsqu'il débute au saxophone Charlie Ventura est principalement influencé par Chu Berry, mais la sonorité de son instrument se rapproche davantage de celle de Ben Webster,. La popularité de Ventura émerge principalement au milieu des années 1940 lors de ses premières participations avec Krupa. L'auteur et musicien Ian Carr indique qu'il devait son succès à « sa touche grossière qui a rendu son style initial à la Chu Berry plus rugueux ». À propos de son jeu dans le groupe Bop for the People, Carr écrit aussi que « stylistiquement il était l'homme atypique dans son propre groupe ». Ventura tente de promouvoir le style bebop avec ce groupe sans être lui-même un véritable bopper. L'auteur McClellan mentionne également qu'une particularité de ce band était d'avoir « des arrangements qui proposaient des voix et des instruments à l'unisson ».

## Discographie sélective
La première participation importante de Ventura est celle effectuée en 1946 sur un enregistrement notable des saxophonistes Charlie Parker et Lester Young, Jazz at the Philharmonic (1946). Son disque Charlie Ventura in Concert enregistré en public trois ans plus tard et en tant que leader figure aussi parmi ses principaux albums. Après 1957, Ventura ne fait paraître qu'un seul disque intitulé Chazz, sorti en 1977 et accompagné notamment des trombonistes Urbie Green et George Masso, du pianiste John Bunch et du trompettiste Warren Vaché.
En leader
| Enregistrement | Nom de l'album             | Label          | Notes                                          |
| -------------- | -------------------------- | -------------- | ---------------------------------------------- |
| 1945-48        | Jumping with Ventura       | EmArcy Records | Album studio.                                  |
| 1949           | Charlie Ventura in Concert | Decca Records  | Album en concert au Pasadena Civic Auditorium. |
| 1977           | Chazz                      | Famous Door    | Album studio.                                  |

En sideman
| Leader                       | Enregistrement | Nom de l'album                  | Label                | Notes                                                    |
| ---------------------------- | -------------- | ------------------------------- | -------------------- | -------------------------------------------------------- |
| Charlie Parker, Lester Young | 1946           | Jazz at the Philharmonic (1946) | Clef Records (Verve) | Album en concert enregistré au Jazz at the Philharmonic. |
| Gene Krupa                   | 1964           | The Gene Krupa Quartet          | Verve Records        | Album studio.                                            |